# Steiger Tractor
Steiger Tractor je bil ameriški proizvajalec traktorjev. Podjetje sta v 1950ih ustanovila brata Douglas in Maurice Steiger. Leta 1986 je Case IH prevzel podjetje Steiger. Case IH je sam del skupine CHN Global, ki jo kontrolira italijanski Fiat Industrial.